# Yedisu (district)
Yedisu is een Turks district in de provincie Bingöl en telt 3.415 inwoners (2007). Het district heeft een oppervlakte van 521,8 km². Hoofdplaats is Yedisu.
De bevolkingsontwikkeling van het district is weergegeven in onderstaande tabel.
| 1997  | 2000  | 2007  |
| ----- | ----- | ----- |
| 3.594 | 3.623 | 3.415 |